# Milano Pride

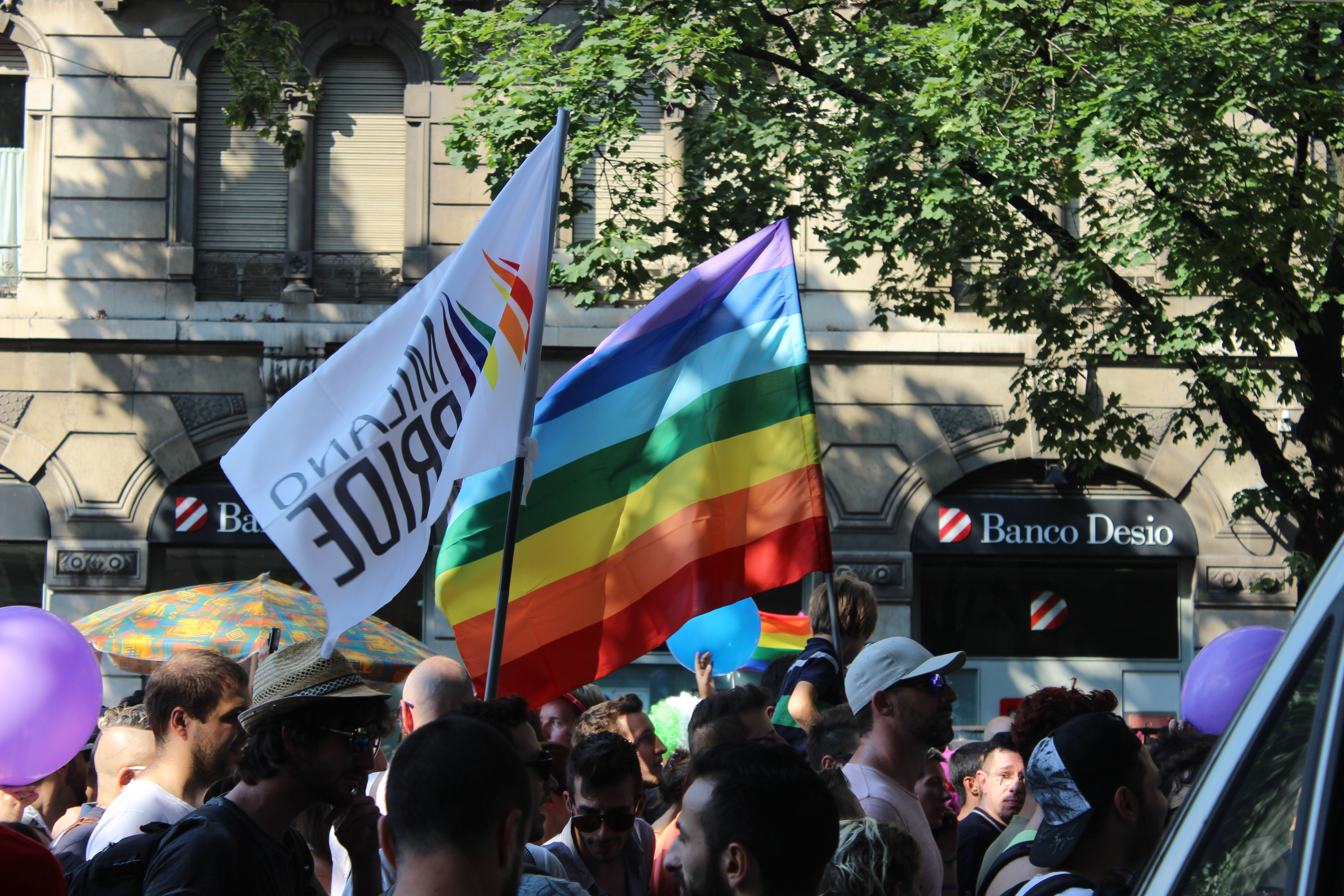
Bandiere del Milano Pride

Il Milano Pride è una parata che viene organizzata ogni anno a Milano, in Italia, per celebrare le persone lesbiche, gay, bisessuali, transgender, asessuali, intersessuali e queer (LGBTQ+) e i loro alleati. Di solito il Milano Pride si svolge l'ultimo sabato del mese di giugno, in concomitanza con l'anniversario dei Moti di Stonewall.

## Storia
In passato il Milano Pride ha avuto nomi differenti, come "Christopher Street Day", ma a partire dal 2013 ha preso il nome di "Milano Pride" e l'organizzazione di un gruppo che si occupa ogni anno di gestire e organizzare il grandissimo evento.
Nel 2018 il Milano Pride ha attirato circa 250.000 persone e ha segnato una crescita costante fino al 2020 quando a causa della pandemia di COVID-19 l'evento si è svolto solamente online.
Il Milano Pride è tornato in strada nel 2021 con una manifestazione statica all'Arco della Pace e nel 2022, quando il Milano Pride è tornato alla sua originaria forma, si stima che 300.000 persone abbiano marciato, stesso numero di persone confermato anche per l'edizione del 2023.
Nel 2024, il numero dei manifestanti si attesta a più di 350.000.

## Pride Month e Pride Week
Dal 2013 la settimana prima del Milano Pride è interamente dedicata a degli eventi in piazza che vengono chiamati Pride Week, ma negli ultimi anni si celebra anche il Pride Month con feste e appuntamenti culturali durante tutto il mese di giugno.
Uno degli appuntamenti più importanti del Pride Month sono gli eventi organizzati da Orgoglio Porta Venezia, l'associazione dei commercianti di Porta Venezia, il quartiere LGBTQ+ di Milano dove tutto l'anno si possono trovare decine di bar, locali e luoghi di incontri della comunità queer della città.